# Star (Disney+)
Star (estilizado como ST★R) é um centro de conteúdo dentro do serviço de streaming Disney+ que foi lançado em 23 de fevereiro de 2021. O hub está disponível em um subconjunto de países onde o Disney+ é operado. Em 26 de junho de 2024, o hub foi disponibilizado na América Latina a fim de substituir a plataforma separada Star+, que foi encerrado oficialmente no dia 24 de julho de 2024.
A Star apresenta conteúdo de televisão e filmes das bibliotecas das subsidiárias da Disney, incluindo FX, Freeform, Hulu, ABC Signature, 20th Television, 20th Television Animation, 20th Century Studios, Searchlight Pictures, Touchstone Pictures e Hollywood Pictures.

## História
A marca "Star" originou-se como uma emissora de satélite baseada em Hong Kong que operava sob esse nome a partir de 1991, e foi adquirida pela News Corporation em 1993. Depois de 2009, a marca Star ficou restrita principalmente à Star China Media, agora de propriedade separada, bem como à Star India, que opera principalmente na Índia, mas também distribui programação de TV vernacular indiana em todo o mundo e o restante da Ásia-Pacífico foi rebatizado de Star para a unidade regional da Fox International Channels. A Star India (bem como todas as operações da Ásia-Pacífico agora do Fox Networks Group) foi então adquirida pela Disney como parte de sua aquisição da 21st Century Fox em 2019.
Durante uma teleconferência de resultados em 5 de agosto de 2020, o CEO da Disney Bob Chapek anunciou que a Disney planejava lançar um novo serviço de entretenimento geral internacional sob a marca Star em 2021. O plano substituiu uma expansão internacional anteriormente anunciada do serviço de streaming americano Hulu, que só se expandiu fora dos Estados Unidos para o Japão. Chapek argumentou que a marca Hulu não era muito conhecida fora dos Estados Unidos, enquanto a Star é uma marca muito mais reconhecida fora dos Estados Unidos.
A Disney anunciou oficialmente a Star e o Star+ em 10 de dezembro de 2020 em seu Evento do Dia do Investidor. Durante o evento, foi anunciado que a Star seria lançada como uma seção de nível superior dentro da interface do Disney+. Controles parentais adicionais seriam lançados junto com a introdução da Star. Embora a Star estivesse disponível sem nenhum custo extra para os assinantes do Disney+, o lançamento do Star coincidiria com um aumento de preço. A Star seria lançada no Canadá, Reino Unido, Europa Ocidental, Austrália, Nova Zelândia e Singapura no dia 23 de fevereiro de 2021, enquanto o serviço seria lançado em Hong Kong e Taiwan no final de 2021. O Star+ seria lançado na América Latina em 31 de agosto de 2021. A Star também será lançado na Europa Central e Oriental, Israel e África do Sul em 2022. Star será lançado na Coreia do Sul em 12 de novembro de 2021. O Japão receberá Star em 27 de outubro de 2021 .
Posteriormente, os feeds europeus da Star Plus, Star Bharat e Star Gold foram renomeados como Utsav Plus, Utsav Bharat e Utsav Gold respectivamente em 22 de janeiro de 2021 para evitar confusão com o hub de streaming. A Disney planeja produzir mais conteúdo coreano, japonês e outros conteúdos asiáticos sob Star e Disney+ nos próximos anos.
Em 6 de agosto de 2025, a Disney anunciou que planeja descontinuar a Star como um centro de conteúdo do Disney+ substituindo-a pela marca Hulu. Isso ocorre ao mesmo tempo que a empresa planeja descontinuar o aplicativo do Hulu nos Estados Unidos hospedando seu conteúdo na plataforma Disney+.

## Conteúdo

### Conteúdo geral
A Star inclui uma gama de conteúdo produzido ou de outra forma propriedade da Disney e suas subsidiárias, incluindo programas de televisão produzidos por ABC Signature, 20th Television, FXP, e suas divisões e antecessores, bem como filmes das bibliotecas da 20th Century Studios, Searchlight Pictures, Touchstone Pictures e Hollywood Pictures. Muito do conteúdo da TV foi originalmente produzido para redes e serviços de propriedade da Disney, como ABC, Hulu, FX e Freeform. Outros programas foram originalmente encomendados por redes de terceiros, mas foram disponibilizados na Star porque a Disney manteve os direitos de distribuição internacional.
Na Europa, o Disney+ e a Star oferecem conteúdo local de distribuidores terceirizados, além de produções internas e coproduções locais. A razão para isso é um regulamento que exige uma certa percentagem das produções europeias. Para cumprir este requisito, a Disney firmou parceria com vários distribuidores locais da França e Alemanha, entre outros.

### Conteúdo exclusivo
Muitas produções para as quais o primeiro lançamento local é realizado pela Star são anunciadas e oferecidas como Star Originals ou Star Exclusives pelo próprio hub de streaming. A maioria dessas produções vem de serviços de streaming (como Hulu ou FX on Hulu) e canais de TV (como ABC, Freeform, FX, ESPN ou National Geographic) da Walt Disney Company. No futuro, planeja-se adicionar produções selecionadas dos dois serviços de streaming da Disney, Star+ e Disney+ Hotstar. A Disney também tem parcerias locais com licenciadores e distribui produções selecionadas em todo o mundo. Essa parceria existe, por exemplo, com a emissora de TV japonesa TBS.

## Lançamento
| Data de Lançamento      | País / Território                         |
| ----------------------- | ----------------------------------------- |
| 23 de Fevereiro de 2021 | Alemanha                                  |
| 23 de Fevereiro de 2021 | Austrália                                 |
| 23 de Fevereiro de 2021 | Áustria                                   |
| 23 de Fevereiro de 2021 | Bélgica                                   |
| 23 de Fevereiro de 2021 | Canadá                                    |
| 23 de Fevereiro de 2021 | Dinamarca                                 |
| 23 de Fevereiro de 2021 | Espanha                                   |
| 23 de Fevereiro de 2021 | Finlândia                                 |
| 23 de Fevereiro de 2021 | França                                    |
| 23 de Fevereiro de 2021 | Islândia                                  |
| 23 de Fevereiro de 2021 | Irlanda                                   |
| 23 de Fevereiro de 2021 | Itália                                    |
| 23 de Fevereiro de 2021 | Luxemburgo                                |
| 23 de Fevereiro de 2021 | Nova Zelândia                             |
| 23 de Fevereiro de 2021 | Noruega                                   |
| 23 de Fevereiro de 2021 | Países Baixos                             |
| 23 de Fevereiro de 2021 | Portugal                                  |
| 23 de Fevereiro de 2021 | Suécia                                    |
| 23 de Fevereiro de 2021 | Suíça                                     |
| 23 de Fevereiro de 2021 | Reino Unido                               |
| 23 de Fevereiro de 2021 | Singapura                                 |
| 27 de Outubro de 2021   | Japão                                     |
| 12 de Novembro de 2021  | Coreia do Sul                             |
| 12 de Novembro de 2021  | Taiwan                                    |
| 16 de Novembro de 2021  | Hong Kong                                 |
| Meados de 2022          | Ilhas Åland                               |
| Meados de 2022          | Albânia                                   |
| Meados de 2022          | Argélia                                   |
| Meados de 2022          | Andorra                                   |
| Meados de 2022          | Barém                                     |
| Meados de 2022          | Bósnia e Herzegovina                      |
| Meados de 2022          | Território Britânico do Oceano Índico     |
| Meados de 2022          | Bulgária                                  |
| Meados de 2022          | Croácia                                   |
| Meados de 2022          | Chéquia                                   |
| Meados de 2022          | Egito                                     |
| Meados de 2022          | Estónia                                   |
| Meados de 2022          | Ilhas Feroé                               |
| Meados de 2022          | Polinésia Francesa                        |
| Meados de 2022          | Terras Austrais e Antárticas Francesas    |
| Meados de 2022          | Gibraltar                                 |
| Meados de 2022          | Grécia                                    |
| Meados de 2022          | Hungria                                   |
| Meados de 2022          | Iraque                                    |
| Meados de 2022          | Israel                                    |
| Meados de 2022          | Jordânia                                  |
| Meados de 2022          | Kosovo                                    |
| Meados de 2022          | Kuwait                                    |
| Meados de 2022          | Letónia                                   |
| Meados de 2022          | Líbano                                    |
| Meados de 2022          | Líbia                                     |
| Meados de 2022          | Liechtenstein                             |
| Meados de 2022          | Lituânia                                  |
| Meados de 2022          | Malta                                     |
| Meados de 2022          | Montenegro                                |
| Meados de 2022          | Marrocos                                  |
| Meados de 2022          | Macedônia do Norte                        |
| Meados de 2022          | Omã                                       |
| Meados de 2022          | Palestina                                 |
| Meados de 2022          | Pitcairn                                  |
| Meados de 2022          | Polónia                                   |
| Meados de 2022          | Catar                                     |
| Meados de 2022          | Roménia                                   |
| Meados de 2022          | São Pedro e Miquelão                      |
| Meados de 2022          | Santa Helena, Ascensão e Tristão da Cunha |
| Meados de 2022          | San Marino                                |
| Meados de 2022          | Arábia Saudita                            |
| Meados de 2022          | Sérvia                                    |
| Meados de 2022          | São Martinho                              |
| Meados de 2022          | Eslováquia                                |
| Meados de 2022          | Eslovênia                                 |
| Meados de 2022          | África do Sul                             |
| Meados de 2022          | Svalbard e Jan Mayen                      |
| Meados de 2022          | Tunísia                                   |
| Meados de 2022          | Turquia                                   |
| Meados de 2022          | Emirados Árabes Unidos                    |
| Meados de 2022          | Vaticano                                  |
| Meados de 2022          | Iêmen                                     |
| 24 de junho de 2024     | Argentina                                 |
| 24 de junho de 2024     | Bolívia                                   |
| 24 de junho de 2024     | Brasil                                    |
| 24 de junho de 2024     | Chile                                     |
| 24 de junho de 2024     | Colômbia                                  |
| 24 de junho de 2024     | Costa Rica                                |
| 24 de junho de 2024     | República Dominicana                      |
| 24 de junho de 2024     | Equador                                   |
| 24 de junho de 2024     | El Salvador                               |
| 24 de junho de 2024     | Guatemala                                 |
| 24 de junho de 2024     | Honduras                                  |
| 24 de junho de 2024     | México                                    |
| 24 de junho de 2024     | Nicarágua                                 |
| 24 de junho de 2024     | Panamá                                    |
| 24 de junho de 2024     | Paraguai                                  |
| 24 de junho de 2024     | Peru                                      |
| 24 de junho de 2024     | Uruguai                                   |
| 24 de junho de 2024     | Venezuela                                 |